# Mega Disasters

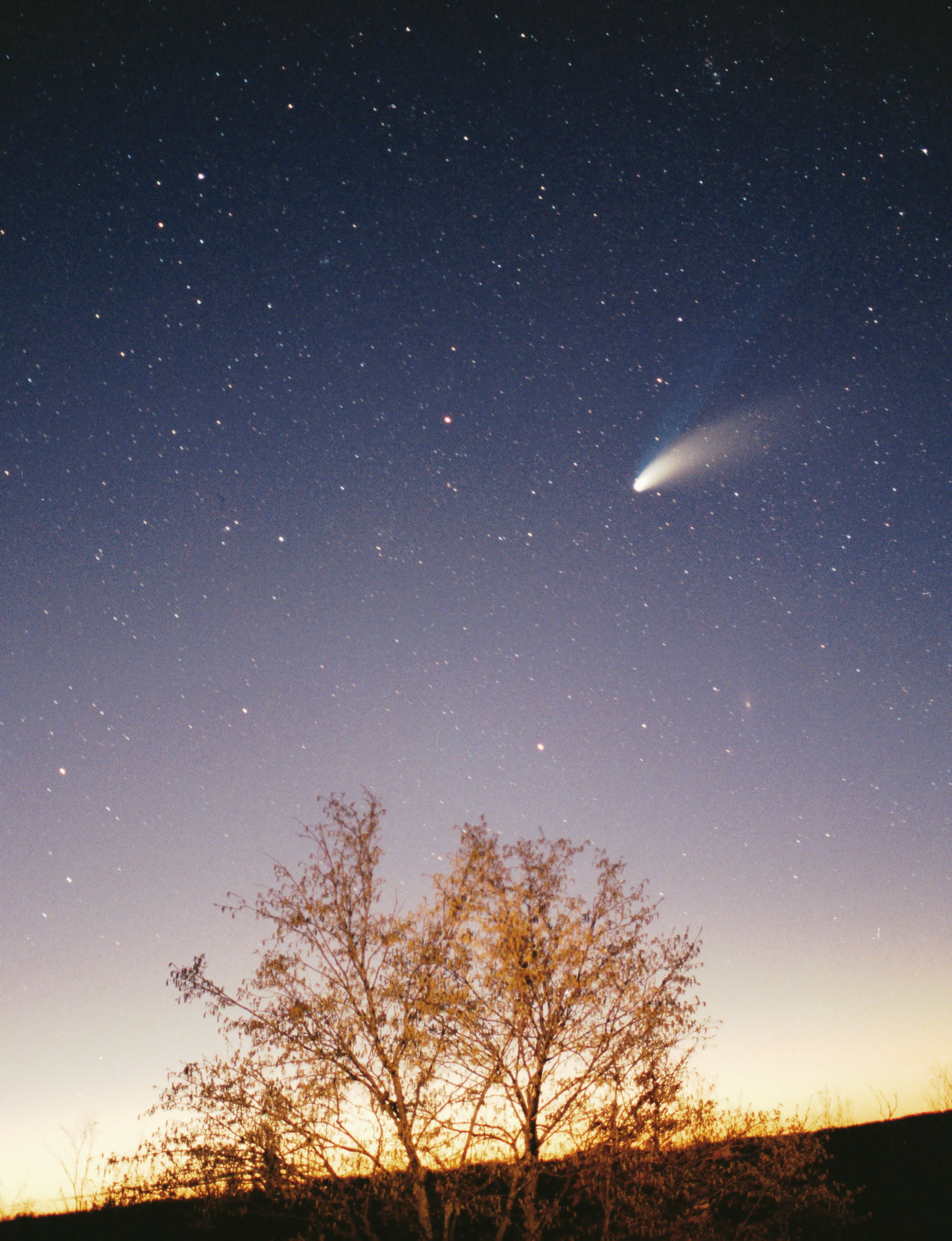

Mega Disasters is een Amerikaanse televisieserie uitgezonden door de televisiezender History. Hierin worden grote natuurrampen uit het verleden geanalyseerd en vervolgens in een computerprogramma  gereconstrueerd in het heden, om aan te tonen wat de gebeurtenis nu en/of op een andere plaats zou aanrichten.

## Afleveringen
De volgende situaties zijn onder meer al geschetst:
- Een huidige uitbarsting van de Yellowstonecaldera.
- Een aardbeving en tsunami zoals in de Indische Oceaan (2004), maar dan aan de westkust van de Verenigde Staten.
- Een fikse plotselinge verandering van het klimaat in Europa en Noord-Amerika en de daarbij behorende weerverschijnselen.
- Een drie kilometer lange komeet die in de Stille Oceaan slaat, met onder meer een mega-tsunami, aardbeving en nucleaire winter tot gevolg.